# Luis Gómez Mesa
Luis Gómez Mesa (Madrid, 28 de març de 1902 - 8 de novembre de 1986) va ser un periodista, crític cinematogràfic, escriptor, historiador del cinema i professor espanyol. És considerat com un dels primers estudiosos de la història del cinema a Espanya.

## Biografia
Gómez va néixer en una família benestant i il·lustrada. El seu pare era l'escriptor Miguel Gómez Cano, i el seu avi, Valentín Gómez Gómez, havia estat membre de la Reial Acadèmia Espanyola. Els seus germans grans li van transmetre la seva afició pel cinema i van marcar d'aquesta forma el seu futur. Es va llicenciar en Dret en la Universitat Central de Madrid.
Molt aviat va començar a escriure en publicacions especialitzades, com la barcelonina El cine o el setmanari Popular Film, en el qual va dirigir la redacció madrilenya entre 1928 i 1931. També en la revista cultural La Gaceta Literaria. Va col·laborar igualment en mitjans generalistes com el diari ABC i Unión Radio. El seu llibre Los films de dibujos animados (1930)és considerat el primer escrit a tot el món sobre la matèria.
El 1931 va participar en el Congrés Hispà-Americà de Cinematográfia. Va ser un dels impulsors a Espanya de l'estudi universitari de la cinematografia, que es va iniciar amb el primer Curs Universitari de Cinema que va impartir la Universitat de Barcelona el 1932. El 1933 va ser un dels fundadors del Grup d'Escriptors Cinematogràfics Independents (GECI), primer intent associatiu del sector.
Home d'idees conservadores, durant la Guerra civil va prendre partit pel bàndol vencedor, la qual cosa li va permetre continuar la seva carrera a Espanya durant la postguerra. Va ser crític cinematogràfic del diari Ya i, més tard, del falangista Arriba. Vinculat tant al sector falangista com al catòlic del règim franquista, va ser vocal de la Junta Superior de Censura Cinematogràfica.
El 1945 va ser un dels fundadors del Cercle d'Escriptors Cinematogràfics, associació que va intentar reprendre la tradició del GECI.
Va exercir també la docència. Va ser professor d'Història del Cinema a l'Institut de Recerques i Experiències Cinematogràfiques (IIEC), i d'Història i Crítica de Cinema en l'Escola Oficial de Periodisme. Així mateix va impartir cursos d'estiu a la Universitat de Valladolid i a la Universitat Internacional Menéndez Pelayo.
Va escriure també en les revistes Fotogramas, Blanco y Negro, Revista Internacional del Cine i Cinema 2000. Va assistir a diversos festivals internacionals, i va intervenir com a membre del jurat en els de Cannes i Venècia.

## Premis
Medalles del Cercle d'Escriptors Cinematogràfics
| Any  | Categoria              | Resultat  |
| ---- | ---------------------- | --------- |
| 1945 | Millor labor crítica   | Guanyador |
| 1962 | Millor labor literària | Guanyador |
| 1972 | Millor labor literària | Guanyador |

## Obres
- Los films de dibujos animados, 1930.
- Variedad de la pantalla cómica (Una gran clase de cinema), 1932.
- Autenticidad del cinema (Teorías sin trampa), 1936.
- La literatura española en el cine nacional, 1907-1977. Documentación y crítica, 1978.